# Urokinaza
Urokinaza (EC 3.4.21.73) – enzym należący do podklasy proteaz serynowych; katalizujący przemianę plazminogenu w plazminę; syntetyzowany w nerkach.
Aktywacja plazminy wywołuje kaskadę proteolityczną, która w zależności od lokalizacji bierze udział w trombolizie lub degradacji macierzy pozakomórkowej. Z tego powodu urokinaza ma znaczenie dla chorób naczyniowych oraz nowotworów.
Urokinazę wyizolowano po raz pierwszy z ludzkiego moczu, ale jest ona obecna fizjologicznie również w innych miejscach ustroju: krwi i macierzy pozakomórkowej.

## Urokinaza i nowotwory
Odkryto związek pomiędzy podniesioną ekspresją genu urokinazy i kilku innych składników układu aktywacji plazminogenu, a stopniem złośliwości nowotworu. 

## Zastosowania kliniczne
Urokinaza jest stosowana jako środek trombolityczny w leczeniu masywnej zakrzepicy żył głębokich, zatorowości płucnej, zawale serca oraz przy wykrzepieniu w dożylnych lub dializacyjnych kaniulach. Ostatnio tkankowy aktywator plazminogenu zastąpił urokinazę w trombolitycznym leczeniu zawału.